# Xanca de Natterer
La xanca de Natterer (Cryptopezus nattereri) és una espècie d'ocell de la família dels gral·làrids (Grallariidae).

## Hàbitat i distribució
Bosquets de bambú a l'est de Paraguai, nord-est de l'Argentina i sud-est de Brasil.

## Taxonomia
Tradicionalment inclòs al gènere Hylopezus, estudis recents han propiciat que alguns autors l'ubiquen al monotípic gènere Cryptopezus Carneiro, Bravo et Aleixo, 2019.